# Paul Althaus den yngre
August Wilhelm Hermann Paul Althaus, född den 4 februari 1888, död den 18 maj 1966, var en tysk teolog. Han var son till Paul Althaus den äldre.

## Biografi
Althaus blev professor i systematisk teologi i Rostock 1919 och i Erlangen 1925. Althaus utgav bland annat Die Principien der deutschen reformierten Dogmatik (1914), Die letzten Dinge (1922, 3 upplagan 1926, svensk översättning De yttersta tingen 1928), Evangelium und Leben (1927), Leitfaden der Ethik (1928) samt predikosamlingar.
År 1934 publicerade han "Theologie der Ordnungen", som kom att bli en mycket inflytelserik skrift. Där hävdar han att staten, ekonomin, folket, familjen och kulturen är ordningar, som är givna av Gud i skapelsen för att upprätthålla det mänskliga livet. Ordningarna är givna av Gud och samtidigt är de uttryck för Guds lag.
Utifrån denna ordningsteologi kom Althaus att stödja nationalsocialismen, som han uppfattade som ett uttryck för Guds vilja. Tillsammans med Werner Elert och sex andra teologer undertecknade han 1934 "Der Ansbacher Ratschlag zur Barmen Theologischen Erklärung". Där tackade dessa teologer Gud för att han sänt Adolf Hitler som en god "Führer" för det tyska folket.
Althaus var en av de främsta teologerna inom den tyska så kallade Lutherrenässansen. Efter andra världskriget publicerade han dels en bok om luthersk teologi och dels en bok om Luthers etik, som länge ansetts vara standardverk om Luthers tänkande.